# Tristan et Yseut
Tristan et Yseut ist eine Fassung des heute unter anderem durch Gottfried von Strassburg bekannten Stoffes Tristan und Isolde von Thomas d’Angleterre.
Während Gottfrieds Erzählung mit dem Zweifel Tristans an seiner Liebe zu Isolde endet, erzählt  der Text von Thomas die Geschichte von Tristans Ehe mit Isolde Weißhand, die er um des gleichen Namens wegen geheiratet hatte sowie das tragische Ende.

## Weblink
- Geschichte von Tristan und Isolde